# Brenna (Vågan)
 (décembre 2024).
Si vous disposez d'ouvrages ou d'articles de référence ou si vous connaissez des sites web de qualité traitant du thème abordé ici, merci de compléter l'article en donnant les références utiles à sa vérifiabilité et en les liant à la section « Notes et références ».
Pour les articles homonymes, voir Brenna (homonymie).
Brenna est une localité sur l'île d'Austvågøya dans les îles Lofoten, comté de Nordland, en Norvège.

## Géographie
Administrativement, Brenna fait partie de la kommune de Vågan.
Le village, constitué d'habitations dispersées, est situé dans une vallée glaciaire débouchant sur le Gimsøystraumen.

## Quelques vues de Brenna

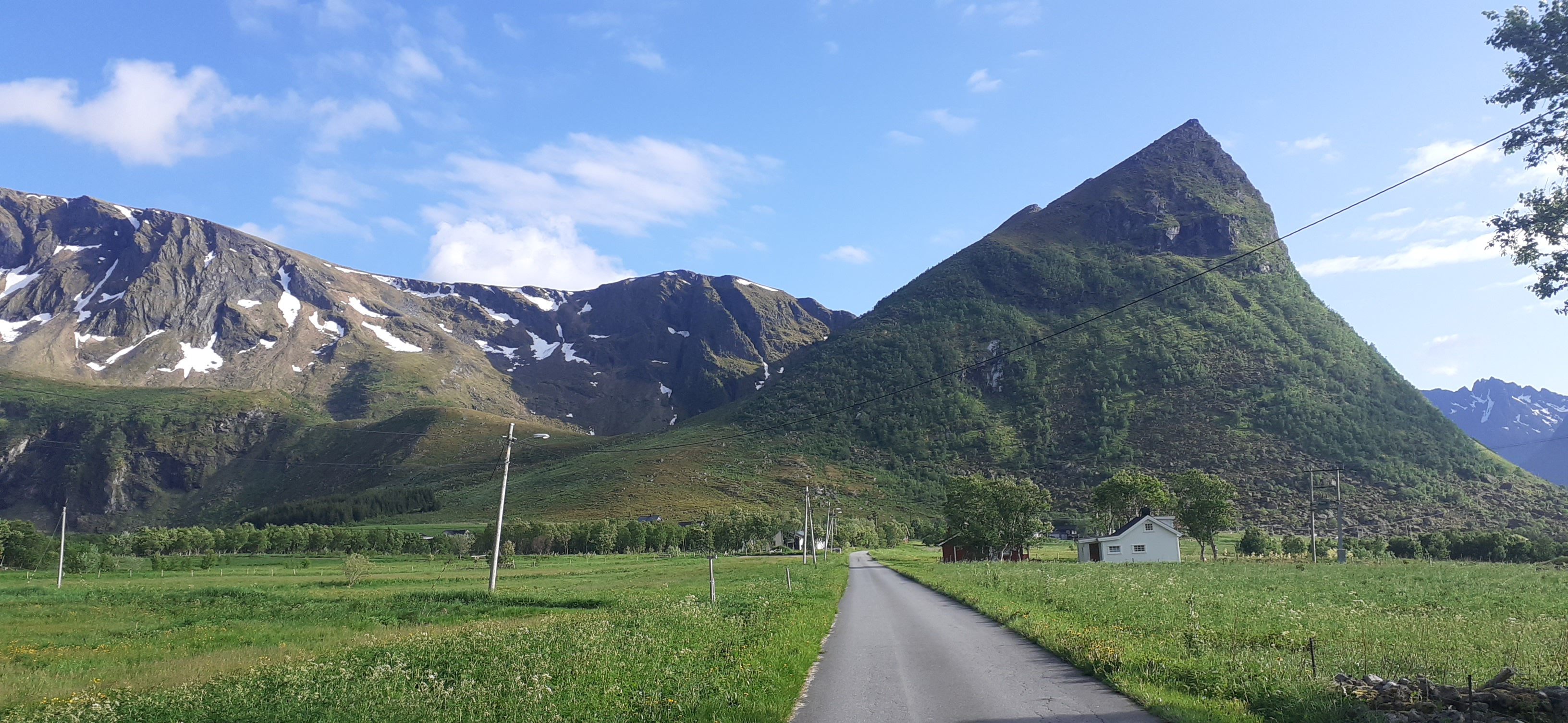
Vue sur Vassultinden (431 m), au sud de Brenna à partir de la route 7728 traversant le village.
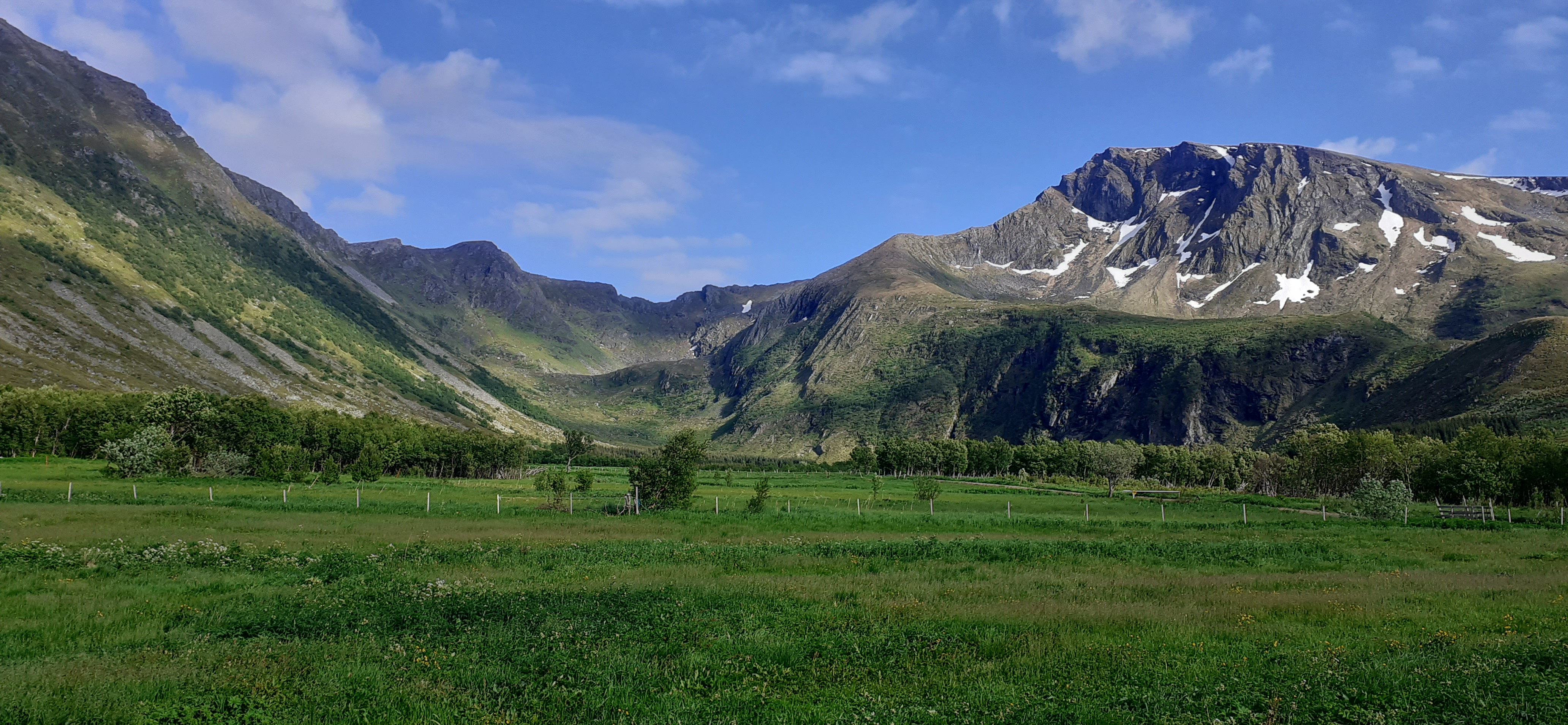
Vallée de la Mølnelva.